# Marko Licinije Kras
Marko Licinije Kras, (latinski Marcus Licinius Crassus), nadimak Dives (najbogatiji), ( oko 115. pr. Kr. – Haran, 53. pr. Kr. ), rimski vojskovođa i političar.
Od 59. pr. Kr. član prvog trijumvirata uz Gaja Julija Cezara i Pompeja Velikog. Nakon njegove smrti došlo je do građanskog rata između Cezara i Pompeja.
Kras je 87. pr. Kr. pobjegao iz Rima kada je vlast preuzeo Gaj Marije. Iz Španjolske je prešao u Afriku a zatim u Italiju gdje se pridružio Suli. Kao mladi časnik podržao je Lucija Kornelija Sulu u građanskom ratu 83. pr. Kr. protiv Marija. Nakon Suline pobjede Kras se bezobzirno i okrutno obogatio na proskripcijama.
73. pr. Kr. Kras je postao pretor. Kada se Spartak u Trećem robovskom ratu (72. pr. Kr.) krenuo s robovskom vojskom iz Alpa prema Rimu, Kras je preuzeo zapovjedništvo nad rimskom vojskom u Italiji. Kras je pobijedio Spartaka u odlučnoj bitci kod Lukanije (71. pr. Kr.). Time je ustanak ugušen. Nakon pobjede Kras je proslavio trijumf. Kras i Pompej su zajedno prisilili senat da ih izabere za konzule (70. pr. Kr.) Dok je Pompej gradio vojnu karijeru, Kras je povećavao svoje bogatstvo i skupljao sebi potporu u senatu.
65. pr. Kr. Kras služi kao cenzor.63. pr. Kr. Kras i Cezar su pred senatom optuženi da su sudjelovali u uroti protiv senata koju je pokrenuo Lucije Sergije Katalina. Iako je konzul Marko Tulije Ciceron zatražio smrtnu kaznu, obojica su oslobođeni. Najvjerojatniji razlog oslobađanja su Krasove brojne veze u senatu. 
Nakon 59. pr. Kr. Kras je s Pompejom i Cezarom sklopio prvi trijumvirat.Kras je u ovom savezu vidio mogućnost za novo bogaćenje.  56. pr. Kr. trijumvirat je obnovljen, a 55. pr. Kr. Kras i Pompej su imenovani za konzule. Po novom ugovoru Krasu je povjerena uprava Španjolske i Sirije na pet godina. 54. pr. Kr. Kras je kao guverner Sirije zaratio s Partskim Carstvom. Partski general Surena mu je nanio katastrofalan poraz u bitci kod Harana (53. pr. Kr.) gdje je Kras i poginuo. Po legendi su ga Parti zarobili, te mu polako, pošto je bio najbogatiji član prvog trijumvirata, rastopljeno zlato usuli u grlo. Zapravo su ga Parti zarobili i odmah mu odsjekli glavu te poslali partskom vladaru.